# Delitto al luna park
Delitto al luna park è un film del 1952, diretto da Renato Polselli.